# Xã Polk, Quận Newton, Arkansas
Xã Polk (tiếng Anh: Polk Township) là một xã thuộc quận Newton, tiểu bang Arkansas, Hoa Kỳ. Năm 2010, dân số của xã này là 224 người.